# Hohenlimburger Kleinbahn 4
Die Lokomotive Hohenlimburger Kleinbahn 4 war eine  Trambahnlokomotive der Hohenlimburger Kleinbahn. Die Lokomotive wurde 1906 bei der Kleinbahn in Dienst gestellt und war vorher bei der Köln-Frechen-Benzelrather Eisenbahn im Einsatz.
Die Lok 4 wurde von der Lokomotivfabrik Hohenzollern hergestellt. Sie  entsprach technisch annähernd den Hohenlimburger Kleinbahn 1–3. Die  Lokomotive war bis 1932 im Betrieb und wurden dann ausgemustert.

## Geschichte und Einsatz
Nachdem sich die Lokomotiven 1–3 bei der Hohenlimburger Kleinbahn bewährt hatten und ein Verkehrsanstieg zu verzeichnen war, benötigte die Gesellschaft weitere Lokomotiven. Diese wurden gebraucht gekauft.
Diese Lokomotive wurde 1897 gebaut und war bei der Köln-Frechen-Benzelrather Eisenbahn mit der Nummer 7 und dem Namen Antonie im Einsatz. 1905 kam sie zur Hohenlimburger Kleinbahn, wo sie als Nr. 4 bis 1914 eingesetzt wurde.
Dann wurde sie an die WURAG Eisen- und Stahlwerke, eine der Anschließer, zum Werksverschub abgegeben und blieb dort bis zur Ausmusterung 1926.

## Technik
Von der Lok 4 existiert keine Beschreibung.
Die Dampfmaschine war in Nassdampf-Bauart ausgeführt. Die beiden Dampfzylinder waren als Innentriebwerk gestaltet. Sie waren leicht geneigt unter der Rauchkammer angeordnet und wirkten auf die doppelt gekröpfte hintere Antriebsachse. Neben dem Dom in Kesselmitte befanden sich der Regler und die Steuerung, dort hatte der Lokführer seinen Arbeitsplatz.
Ursprünglich hatte die Lokomotive einen Kondensator zur Abdampfkondensation auf dem Fahrzeugdach, den der Lokführer mit einem Dreiwegehahn an- oder abstellen konnte. Beim Durchströmen durch den Kondensator sollte der Dampf wieder als Wasser in den Tank zurückfließen. Bei den späteren Eigentümern war diese Einrichtung nicht mehr vorhanden.